# Rafał Molewski
Rafał Molewski (ur. 27 kwietnia 1969 w Poznaniu) – polski piłkarz występujący na pozycji obrońcy lub pomocnika.

## Życiorys
Brat Tomasza. Wychowanek Olimpii Poznań. W 1986 roku został włączony do drużyny seniorów, jednakże w meczu ligowym zadebiutował dopiero dwa lata później. W 1993 roku spadł z Olimpią do II ligi. W 1994 roku przeszedł do Warty Poznań, jednak pod koniec sezonu wrócił do Olimpii, rozgrywając dla tego klubu cztery ligowe mecze. Następnie wrócił do Warty Poznań, ale już w sierpniu 1995 roku podpisał kontrakt ze Śląskiem Wrocław. W barwach tego klubu w sezonie 1995/1996 rozegrał 21 meczów w I lidze. Ogółem w najwyższej klasie rozgrywkowej wystąpił w 126 spotkaniach. Następnie grał w klubach niższych lig: Warcie Poznań, Unii Swarzędz, Olimpii Poznań i TS Dopiewo.

## Statystyki ligowe
| Sezon         | Klub           | Liga    | Mecze | Gole |
| ------------- | -------------- | ------- | ----- | ---- |
| 1986/1987     | Olimpia Poznań | I liga  | 0     | 0    |
| 1987/1988     | Olimpia Poznań | I liga  | 0     | 0    |
| 1988/1989     | Olimpia Poznań | I liga  | 18    | 0    |
| 1989/1990     | Olimpia Poznań | I liga  | 6     | 0    |
| 1990/1991     | Olimpia Poznań | I liga  | 6     | 1    |
| 1991/1992     | Olimpia Poznań | I liga  | 20    | 0    |
| 1992/1993     | Olimpia Poznań | I liga  | 27    | 2    |
| 1993/1994     | Olimpia Poznań | II liga | 21    | 2    |
| 1994/1995     | Warta Poznań   | I liga  | 24    | 0    |
| 1994/1995 (w) | Olimpia Poznań | I liga  | 4     | 0    |
| 1995/1996 (j) | Warta Poznań   | II liga | 0     | 0    |
| 1995/1996     | Śląsk Wrocław  | I liga  | 21    | 0    |